# Miguelturra
Miguelturra è un comune spagnolo di 13 344 abitanti, della provincia di Ciudad Real, situato nella comunità autonoma di Castiglia-La Mancia, nel territorio del Campo di Calatrava.

## Localizzazione
Il comune occupa una superficie di 117,4 km² divisi tra il comune principale e il territorio separato di Peralbillo. La popolazione di Miguelturra è di 13 344 abitanti.

## Storia

### Medioevo
Durante il Basso Medioevo, Miguelturra fu una delle protagoniste della continua crisi politica fra la Corona di Castiglia e l'Ordine di Calatrava che temeva la presenza di Ciudad Real nel mezzo dei propri domini feudali. Non mancavano infatti le scaramucce tra i cavalieri dell'Ordine e le autorità della città. Allo stesso tempo, i calatravos favorivano commercialmente Miguelturra con lo scopo di rovinare l'economia della vicina rivale. L'astio giunse al massimo durante la crisi del secolo XIV, nel quale i ciudarrealeni entrarono a Miguelturra e in sette occasioni la incendiarono. Da questi ripetuti incendi deriva il nome della località, cui sarebbe stato attribuito il soprannome di Miguel Turrado che poi divenne Miguelturra.

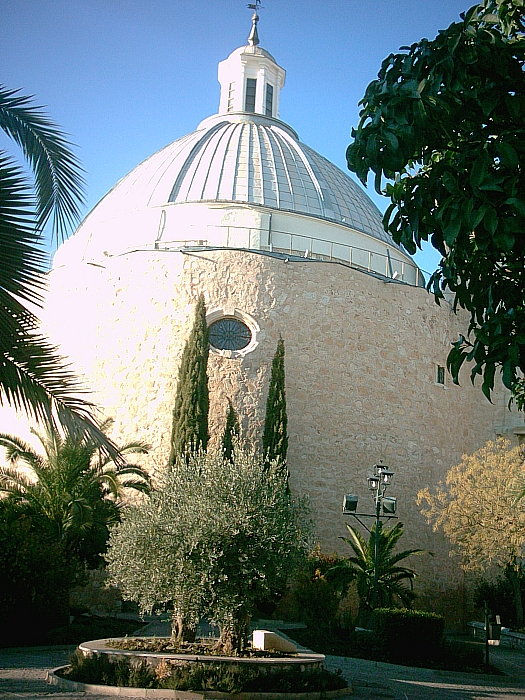
Chiesa del Cristo di Miguelturra (comunemente, Torre Gorda), vista dai vicini giardini

### Storia contemporanea
Oggi, Miguelturra e Ciudad Real sono separate da un terreno di appena cinquecento metri. È prevedibile che la crescita urbanistica della zona finirà con l'unire quelle che anticamente furono due popolazioni nemiche; anche se tuttora si avverte l'antagonismo - politico, sociale e culturale - fra le due popolazioni dovuto alla differenza fra la vocazione rurale di Miguelturra contrapposta al rapido sviluppo di capoluogo di provincia di Ciudad Real.

## Cultura

### Feste
A Miguelturra c'è una ricca tradizione culturale che prende forma nelle feste e celebrazioni, che si susseguono per tutto l'anno.
- Carnevale: quello di Miguelturra è considerato uno dei migliori carnevali di Castiglia la Mancia: dichiarato di Interesse turistico regionale, ed in procinto di ottenere la dichiarazione di Interesse turistico nazionale, la manifestazione più importante si tiene il martedì grasso quando migliaia di persone da accorrono tra le strade, i parchi ed il Palazzo del Carnevale.
- Feste patronali: dal 7 al 15 settembre in onore della Vergine della Stella, patrona di Miguelturra e dei quattro ordini militari del campo di Calatrava (Santiago, Calatrava, Alcantara e Montesa).
- Festa di maggio la domenica dopo il 3 in onore del patrono del paese SS. Cristo della misericordia
- Sant'Antonio, a gennaio
- San Cristobal, la seconda domenica di luglio
- Festeggiamento del Quartiere Oriente, Vergine della Salute, la terza settimana di luglio,
- Vergine Bianca, ad agosto a Peralbillo,
- San Marco, a Peralbillo,
- Immacolata Concezione, durante la quale si accendono numerosi falò per le strade, notte tra il 7 e l'8 dicembre

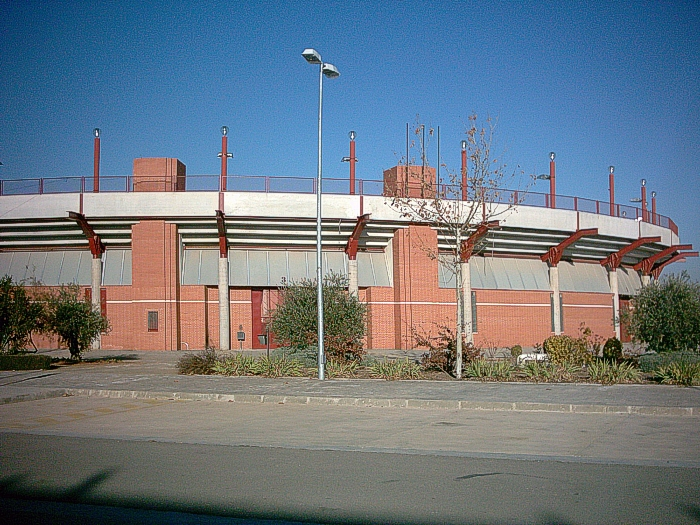
Auditorio Polivalente di Miguelturra

### Tradizioni

#### Nostra Signora della Stella
Liberata La Mancia dal potere musulmano, dopo la Battaglia di Las Navas de Tolosa nell'anno 1212, ricomparirono nella zona le statue e le sculture della Vergine, in molti casi di età romanica, che molti anni prima erano state nascoste in caverne e in altri nascondigli. Una tradizione orale che risale al XIII secolo, narra l'apparizione della Vergine Maria a Miguelturra:
Nel XIII secolo degli umili pastori si trovavano con le greggi di pecore in un verde pascolo circondato da alberi, prossimo all'eremo di Santa Marina. Al crepuscolo apparve nel cielo una stella dalla luce splendente, che scendeva verso il piccolo tempio, ma, giunta al suolo, stranamente scomparve.
Questa scena si ripeté per diverse notti, finché i pastori raccontarono quello che era successo, diffondendo rapidamente la notizia in tutto il paese. I compaesani accorsero sul posto insieme ai responsabili municipali e ai sacerdoti della parrocchia, che ordinarono di fare uno scavo in quel luogo.
E apparve una grotta che conteneva un'immagine della Vergine Maria, seduta in un ricco trono di madreperla, con il Bambino Gesù in grembo, circondata di luce. 
La fecero uscire della grotta con giubilo di tutto il popolo, portandola all'eremo di Santa Marina, che da allora si chiamerà Nostra Signora della Stella. L'immagine è esposta sull'altare maggiore, dove riceve l'omaggio di innumerevoli devoti, che vengono anche da lontano in cerca di guarigione. L'immagine viene condotta in processione l'8 settembre e il 15.
L'immagine dalla pelle scura, il cui aspetto denota grande antichità, è circondata da una ricca aureola, aggiunta successivamente, nel 1776.
L'eremo era famoso e molto frequentato nei secoli XIV, XV e XVI. In particolare, nelle relazioni topografiche di Filippo II, del 1579 si cita espressamente l'eremo di Nostra Signora della Stella.  Nell'incisione dell'anno 1776 si legge:  Verdadero retrato de la milagrosa imagen de nuestra Segñora de la estrella, patrona de la villa de Migueturra, que se venera en su iglesia de las religiosas mercedarias descalzas de dicha villa, en el campo de Calatrava. 
Nello stesso testo sono descritti sei dei molti miracoli compiuti dalla Vergine:
- Esce in processione per l'eliminazione della piaga delle cavallette
- Spegne l'incendio di alcune messi
- Una donna con un grave minorazione va dalla Vergine e torna a casa risanata
- Una donna cieca si perde nella campagna e la Vergine le ridà la vista
- Salva la vita di una bimba di 13 mesi investita da un carro
- Fa uscire un bimbo morto da un pozzo e gli ridà la vita.

Siccome l'eremo aveva grande fama, il marchese di Treviño, Francisco Trevillo y Davila e sua moglie Velarde Treviño marchesa di Gotor, decisero di istituirvi, nel 1785, un convento. La fondazione del convento fu annunciata ad un cavaliere calatravo, che si trovava nella cappella della vergine, e, mentre pregava, udì uno scampanellio. Allora si diresse verso la sacra immagine e chiese:  "Madre mia che significa questo" ? - E la Vergine rispose: "Sono le mie figlie che vengano a fondare l'ordine della grazia".

#### Essudazioni del Cristo della Misericordia
Secondo la tradizione si tratta di un dipinto del Cristo semicancellato da cui sgorgarono liquidi che ne ridisegnarono i contorni e i colori. Il fenomeno viene osservato per la prima volta nel 1764. Nella sala del municipio, di fronte alla scala d'accesso, era appesa un'immagine del Cristo, che il tempo aveva scurito e semicancellato. Il 31 dicembre alle nove di sera, il dipinto iniziò ad inumidirsi ridando forma sia all'immagine che alla croce e lasciandole perfettamente visibili.
il prodigio durò fino alle tre del mattino e si ripeté nei giorni 5 e 6 di gennaio del 1765, il 16 febbraio del 1766 e la notte del 1º gennaio del 1768. Del fatto miracoloso esistono numerose testimonianze, inclusa quella di un giudice ecclesiastico di Ciudad Real e del suo seguito.
Il popolo di Miguelturra, a partire da queste cinque essudazioni, lo prese sotto la propria protezione e lo chiamò da allora "Cristo della misericordia".
La devozione all'immagine crebbe rapidamente e si propagò nella provincia; di conseguenza si decise la costruzione di un eremo, durata quarant'anni e mai del tutto completata. Prese il nome di Eremo del Cristo della misericordia o, familiarmente, di  "torre gorda" (torre grossa). 
Ai primi di aprile del 1815 l'immagine fu tolta dalla parete del municipio per essere trasferita all'eremo in una nicchia centrale dell'altare maggiore. Il dipinto del Cristo, probabilmente nel 1936, venne colpito da un vandalo che, a quanto si dice, in castigo divino del suo gesto perse in seguito la mano. Del dipinto restano solo due angioletti posti in basso nel dipinto e la punta superiore della Croce, mentre l'intero corpo del Cristo è sparito. Attualmente il dipinto si trova esattamente dove si trovava anticamente, ma coperto da una tavola di legno; accanto è collocata l'immagine di un crocifisso, che, nella seconda domenica di maggio, viene portato in processione.